# Gouvernement Doré
République de Guinée
Komara Saïd Fofana (1)
Le gouvernement Doré est un gouvernement d’union nationale formé en Guinée le 15 février 2010 pendant la période de transition politique qui suivit l'attentat perpétré contre le président Dadis Camara – dont Sékouba Konaté assure alors l'intérim,.

## Historique du mandat
Dirigé par le Premier ministre Jean Marie Doré, ce gouvernement succède donc au gouvernement Komara.

## Composition

### Initiale (15 février 2010)
| Image | Portefeuille | Titulaire | Titulaire                   |
| ----- | --- | --------- | --------------------------- |
|       | Premier ministre |           | Jean Marie Doré             |
|       | Ministre d’État Ministre de la Sécurité et de la Protection civile                                                     |           | Mamadouba Toto Camara       |
|       | Ministre d’État à la Présidence chargé de la Construction, de l’aménagement du territoire et du Patrimoine bâti public |           | El Hadj Mansour Kaba        |
|       | Ministre de l'Économie et des Finances                                                                                 |           | Kerfalla Yansané            |
|       | Ministre des Affaires étrangères                                                                                       |           | Lucien Bendou Guilao        |
|       | Ministre du Plan et de la Coopération internationale                                                                   |           | Zénab Saïfon Diallo         |
|       | Ministre de l’Environnement, des Eaux et Forêts et du Développement durable                                            |           | Georges Niakoye Délamou     |
|       | Ministre de l'Administration du Territoire et des Affaires Politiques                                                  |           | Nawa Damey                  |
|       | Ministre de la Décentralisation et du Développement Local                                                              |           | Aly Gilbert Ifono           |
|       | Ministre la Justice Garde des Sceaux                                                                                   |           | Siba Nolamou                |
|       | Ministre d’Etat Ministre du Travail, de la réforme administrative et de la fonction publique                           |           | Mariama Penda Diallo        |
|       | Ministre des Mines |           | Mahmoud Thiam               |
|       | Ministre de l'Énergie                                                                                                  |           | Mamadou Sandé               |
|       | Ministre de l’Élevage                                                                                                  |           | Mouctar Diallo              |
|       | Ministre de l'Agriculture                                                                                              |           | Kèlèti Faro                 |
|       | Ministre de la Pêche, de l'Aquaculture                                                                                 |           | Mamadou Korka Diallo        |
|       | Ministre du Commerce de l’Industrie et de la Promotion du Secteur privé                                                |           | Mamadou Niaré               |
|       | Ministre des Transports                                                                                                |           | Mathurin Bangoura           |
|       | Ministre de l'Enseignement supérieur et de la Recherche scientifique                                                   |           | Georges Ghandi Tounkara     |
|       | Ministre de l’Enseignement pré universitaire et de l’éducation civique                                                 |           | Amadou Lélouma Diallo       |
|       | Ministre de l’Enseignement Technique et de la Formation professionnelle                                                |           | Mamadou Saliou Bella Diallo |
|       | Ministre des Télécommunications et des nouvelles technologies de l’information                                         |           | Talibé Diallo               |
|       | Ministre d’Etat Ministre de la Coopération et de l’intégration africaine et de la Francophonie                         |           | Bakary Fofana               |
|       | Ministre de la Santé et de l’hygiène publique                                                                          |           | Ibrahima Sow                |
|       | Ministre de la Solidarité nationale, de la Promotion féminine et de l’Enfance                                          |           | Nanfadima Magassouba        |
|       | Ministre de la Micro-Finance, du Secteur informel, de l'Emploi des Jeunes et des femmes                                |           | Mariama Béavogui            |
|       | Ministre des Arts et de la Culture                                                                                     |           | Fodéba Isto Keira           |
|       | Ministre de la Jeunesse et des sports et de la promotion de l’emploi des jeunes                                        |           | Thierno Aliou Diaouné       |
|       | Ministre de la Communication                                                                                           |           | Aboubacar Sylla             |
|       | Ministre de l'Alphabétisation et de la Promotion des Langues nationales                                                |           | El Hadj Bamba Camara        |
|       | Ministre du Tourisme, de l’hôtellerie et de l’artisanat                                                                |           | Mariame Diallo              |
|       | Ministre des Travaux publics                                                                                           |           | Yamodou Touré               |

### Secrétaires d’Etat
| Image | Portefeuille                                | Titulaire | Titulaire                         |
| ----- | ------------------------------------------- | --------- | --------------------------------- |
|       | Secrétaire Général des Affaires religieuses |           | El Hadj Moustapha Koutoubou Sanoh |
|       | Secrétaire Général du Gouvernement          |           | Sékou Kissi Camara                |